# Керимова, Ашафатьма Кидаят кызы
Ашафатьма Кидаят кызы Керимова (азерб. Aşafatma Hidayət qızı Kərimova; 1929, Уджарский район — 2009, там же) — советский азербайджанский хлопковод, Герой Социалистического Труда (1950).

## Биография
Родилась в 1929 году в селе Карабахлы Уджарского района. В 1946 году окончила среднюю школу.
Начала трудовую деятельность в 1943 году рядовой колхозницей в колхозе имени Ленина Уджарского района, позже звеньевая этого же колхоза. В 1949 году получила высокий урожай хлопка — 62,5 центнера с гектара на площади 6 гектаров. С 1963 года на пенсии.
Указом Президиума Верховного Совета СССР от 17 июня 1950 года, за получение высоких урожаев табака и хлопка в 1949 году на поливных землях при выполнении колхозами обязательных поставок и контрактации по всем видам сельскохозяйственной продукции, натуроплаты за работы МТС в 1949 году и обеспеченности семенами всех культур в размере полной потребности для весеннего сева 1950 года, Керимовой Ашафатьме Кидаят кызы присвоено звание Героя Социалистического Труда с вручением ордена Ленина и золотой медали «Серп и Молот».
Распоряжением Президента Азербайджанской Республики от 2 октября 2002 года, за большие заслуги в области науки и образования, культуры и искусства, экономики и государственного управления Азербайджана, Керимовой Ашафатьме Кидаят кызы предоставлена персональная стипендия Президента Азербайджанской Республики.
Ушла из жизни в 2009 году в родном селе.